# Talanga (bướm đêm)
Talanga là một chi bướm đêm thuộc họ Crambidae.

## Các loài
- Talanga advenalis (Snellen, 1895)
- Talanga exquisitalis Kenrick, 1907
- Talanga iridomelaena Munroe, 1968
- Talanga lucretila (C. Swinhoe, 1901)
- Talanga nubilosa Munroe, 1968
- Talanga pallidimargo (de Joannis, 1929)
- Talanga quadristigmalis Kenrick, 1907
- Talanga sabacusalis (Walker, 1859)
- Talanga sexpunctalis (Moore, 1877)
- Talanga talangalis (Hampson, 1899)
- Talanga tolumnialis (Walker, 1859)

## Hình ảnh

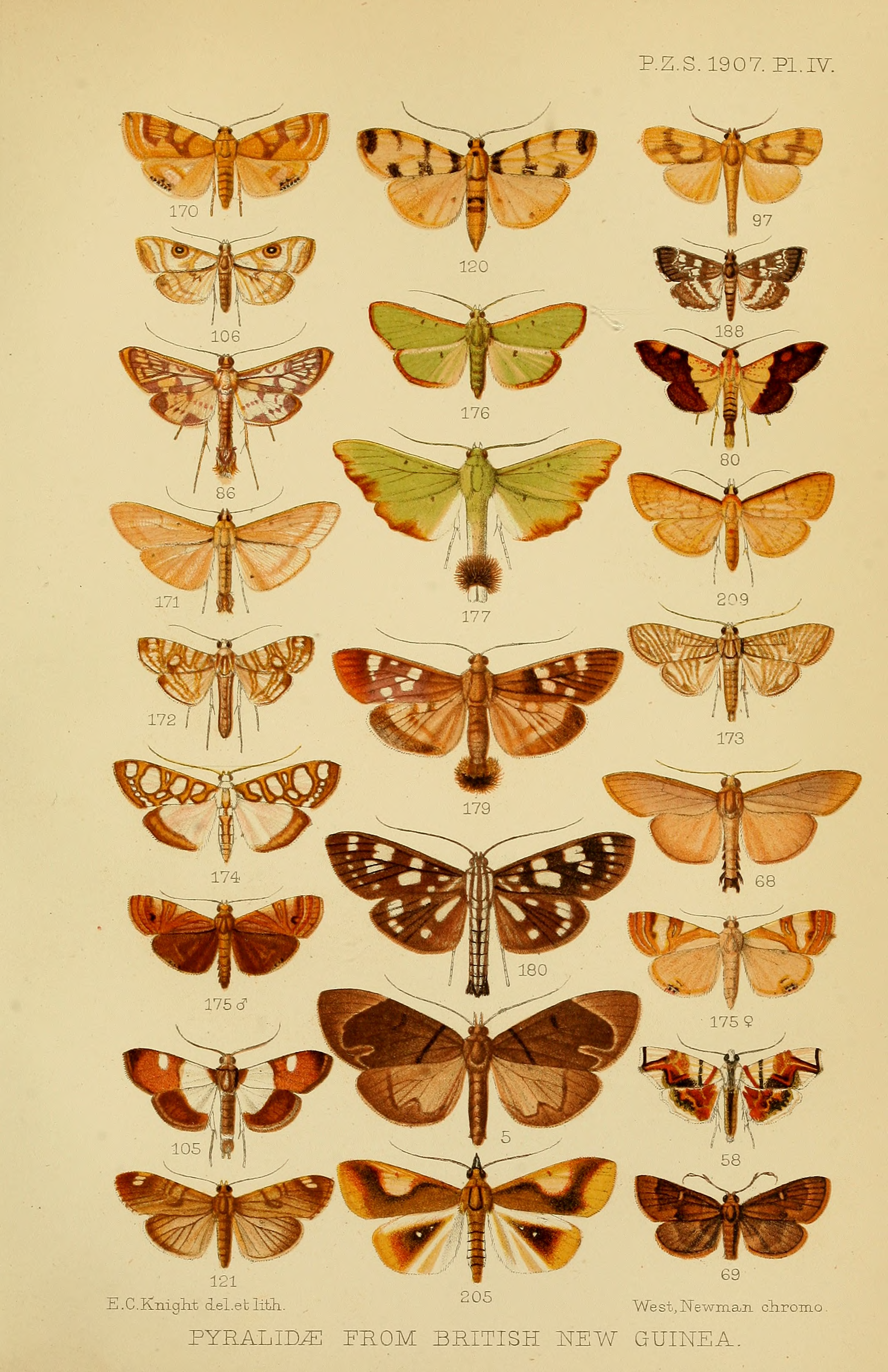